# 侯刚 (1966年)
侯刚（1966年9月—），男，汉族，河北滦州人，中共党员，在职研究生学历、经济学硕士学位，中华人民共和国政治人物。现任中共南宁市委副书记，南宁市人民政府市长。

## 人物经历
侯刚早年在吉林工业大学汽车运输专业就读，毕业后来到广西壮族自治区，先后在广西壮族自治区汽车拖拉机研究所、汽车内燃机质量监督检验站、自治区汽车工业办公室副主任、自治区经济委员会、自治区工业和信息化委员会等政府机构任职。2019年，外放到柳州市，担任柳州市委常委、常务副市长。
2021年7月，出任广西壮族自治区工信厅党组书记、厅长。2022年12月，出任中共南宁市委副书记、市人民政府市长。